# Gare de Saint-Georges-d'Aurac
La gare de Saint-Georges-d'Aurac est une gare ferroviaire française des lignes de Saint-Germain-des-Fossés à Nîmes-Courbessac et de Saint-Georges-d'Aurac à Saint-Étienne-Châteaucreux. Elle est située au lieu-dit Saint-Georges-d'Aurac-Gare, sur le territoire de la commune de Mazeyrat-d'Allier, à environ un kilomètre du bourg de Cerzat et à quatre kilomètres de celui de Saint-Georges-d'Aurac, dans le département de la Haute-Loire en région Auvergne-Rhône-Alpes.
Elle est mise en service en 1866 par la Compagnie des chemins de fer de Paris à Lyon et à la Méditerranée (PLM). C'est une gare de la Société nationale des chemins de fer français (SNCF), desservie par des trains TER Auvergne-Rhône-Alpes.

## Situation ferroviaire
Établie à 572 mètres d'altitude, la gare de bifurcation de Saint-Georges-d'Aurac est située au point kilométrique (PK) 512,962 de la ligne de Saint-Germain-des-Fossés à Nîmes-Courbessac, entre les gares de Paulhaguet et de Langeac. 
Elle est également l'origine de la ligne de Saint-Georges-d'Aurac à Saint-Étienne-Châteaucreux, suivie par la gare de Lachaud-Curmilhac.

## Histoire
Elle est mise en service lors de l'ouverture des sections de Brioude à Saint Georges d'Aurac et de Saint Georges d'Aurac à Langeac par la Compagnie des chemins de fer de Paris à Lyon et à la Méditerranée (PLM), le 10 décembre 1866.
Elle devient gare de bifurcation avec la mise en service de la section de Saint Georges d'Aurac à Darsac (Haute Loire), par la compagnie du PLM, le 18 mai 1874.

La gare
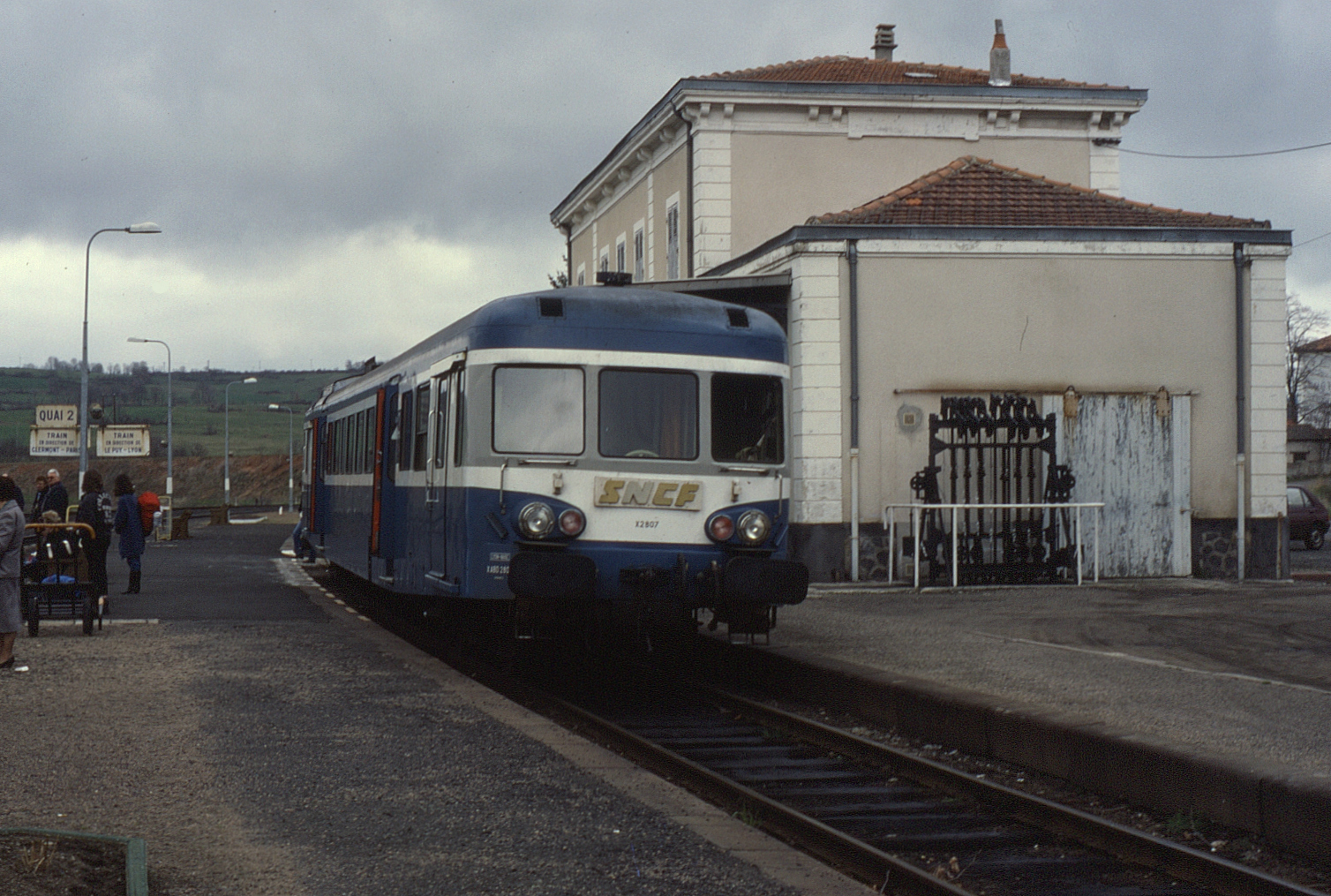
En 1987.
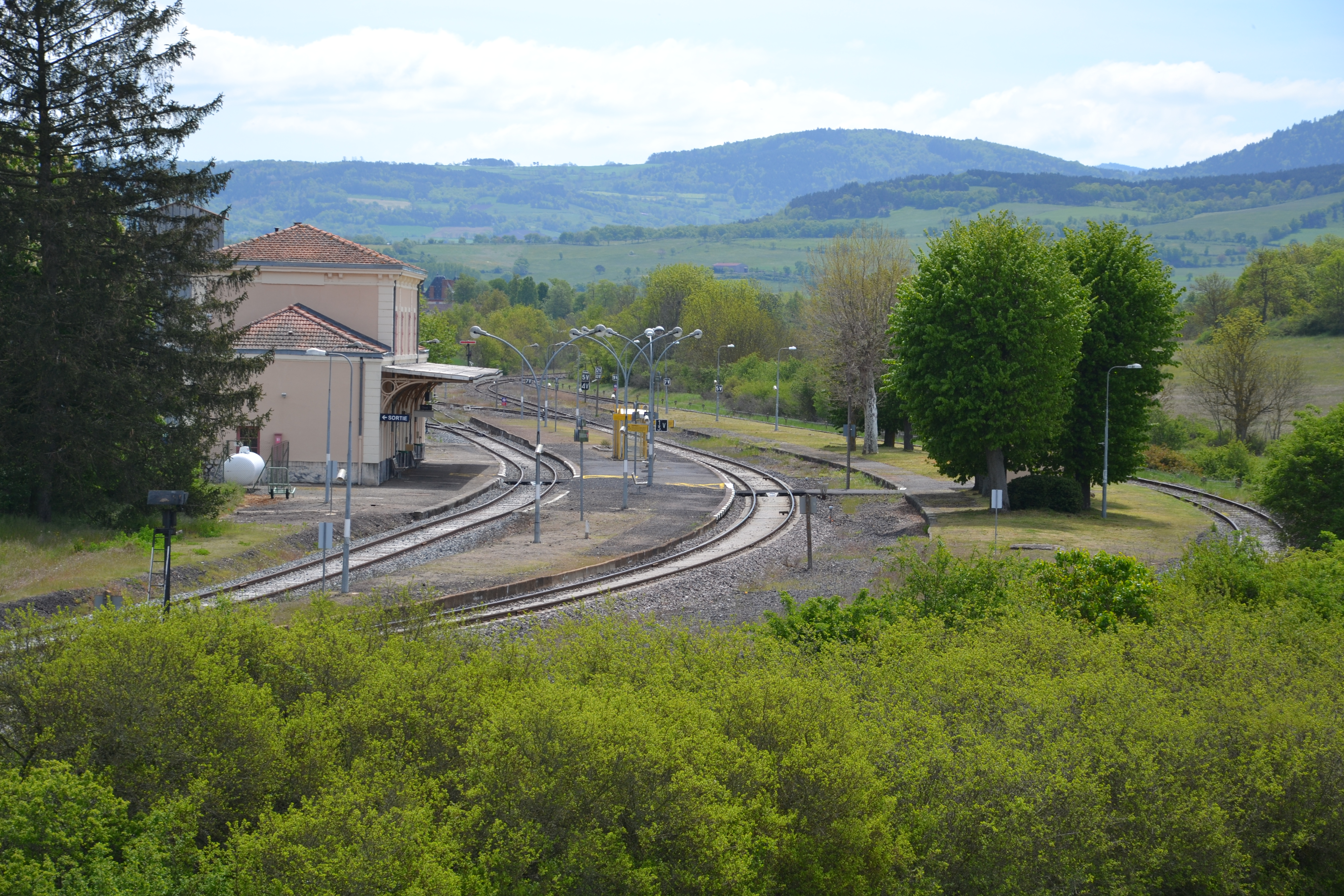
En 2016.

## Service des voyageurs

### Accueil
Halte SNCF,

### Desserte
C'est une gare TER Auvergne-Rhône-Alpes, desservie par des trains qui effectuent des missions entre les gares de Clermont-Ferrand et du Puy-en-Velay (4 TER par jour et par sens en semaine) ou de Nîmes (2 TER par jour et par sens en semaine).

### Intermodalité
Un parking pour les véhicules y est aménagé.
Des autocars TER assurent des relations entre les gares de Saint-Georges-d'Aurac et de Langeac.

## Patrimoine ferroviaire
La gare possède plusieurs signaux mécaniques en fonctionnement et un immeuble de trois étages datant du XIXe siècle servait autrefois de « cité » pour huit familles de cheminots.

Installations et desserte
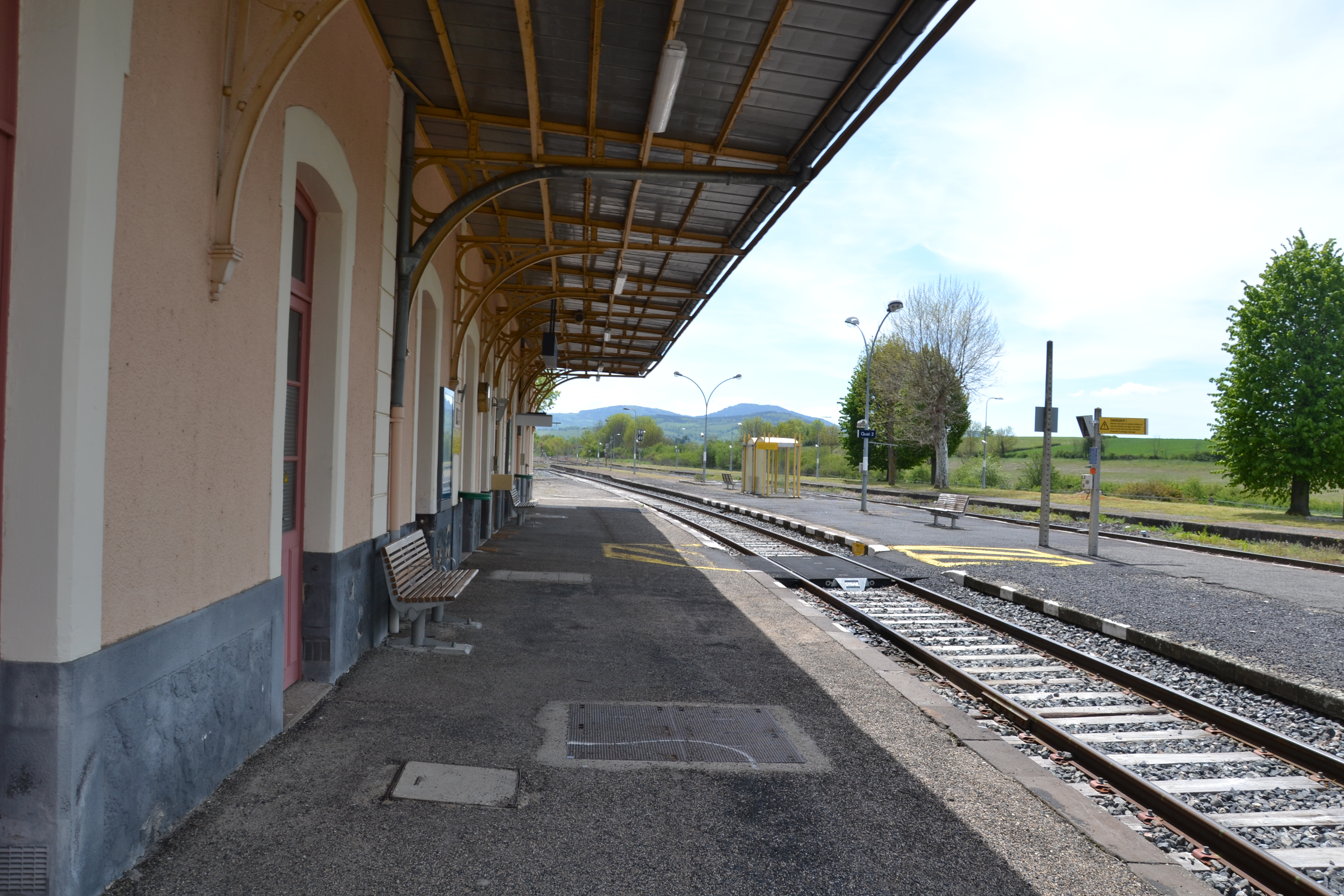
Côté voies.
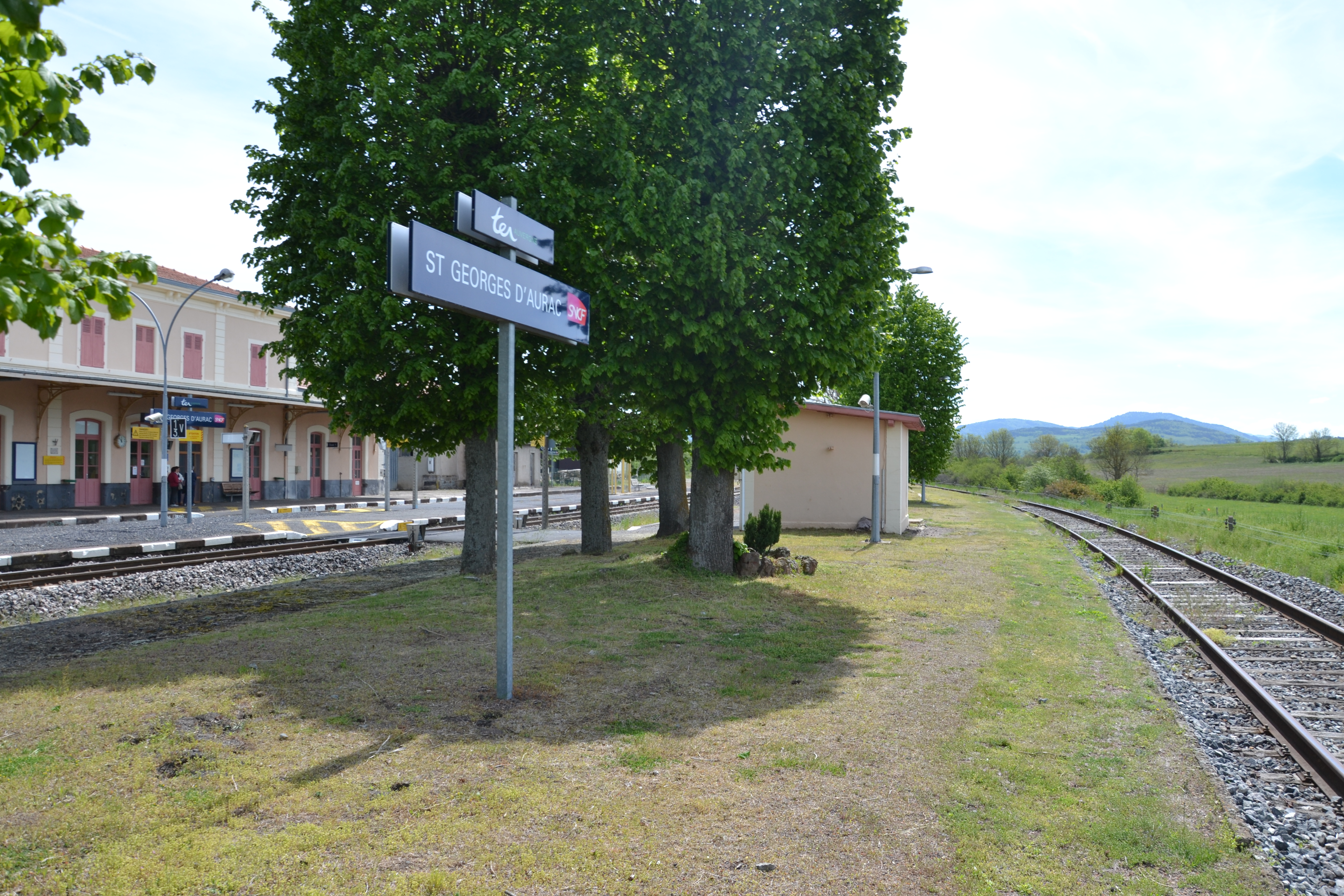
Troisième quai.
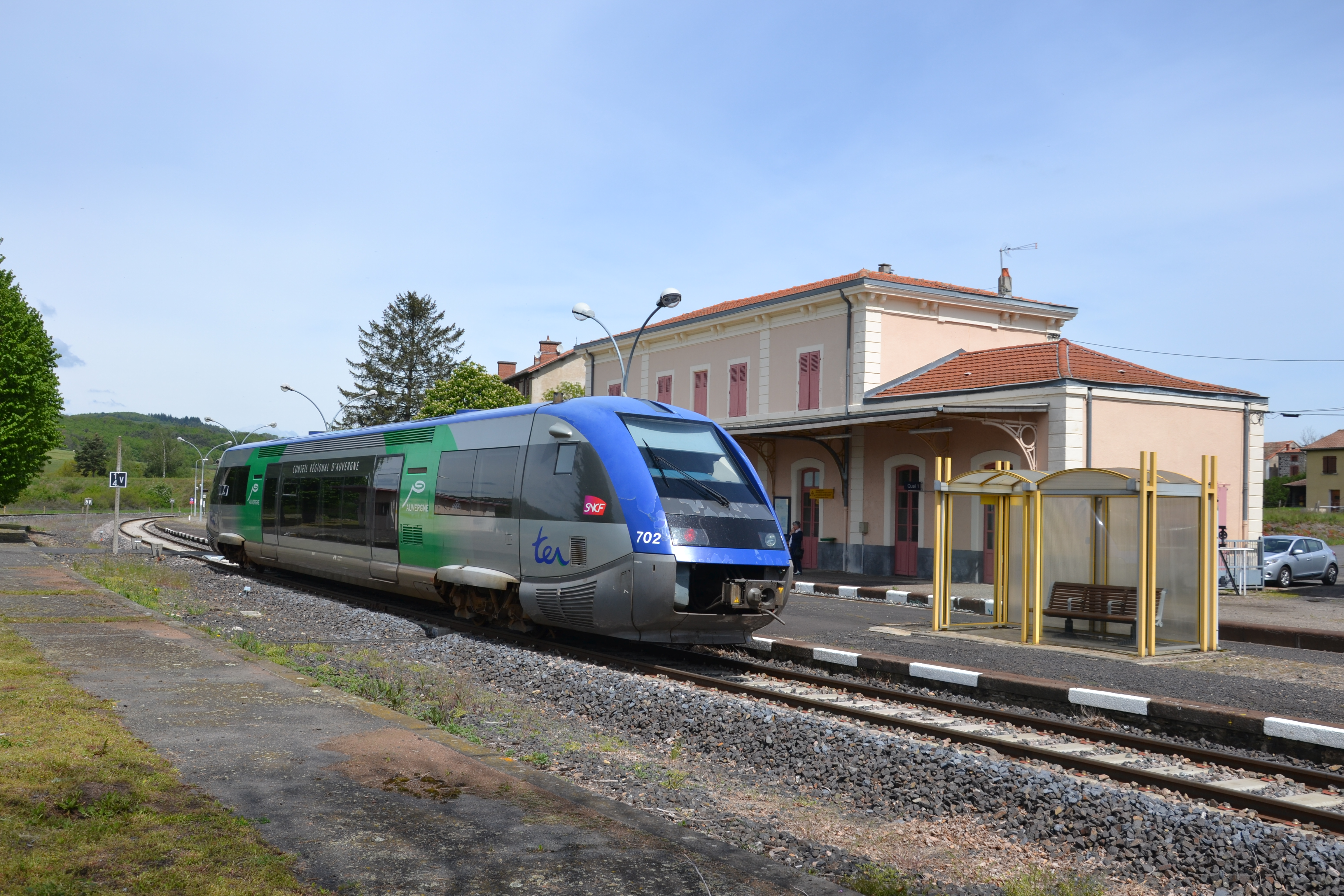
Desserte TER X 73702.